# Plateaux Batéké
Pour les articles homonymes, voir Teke et Batéké.

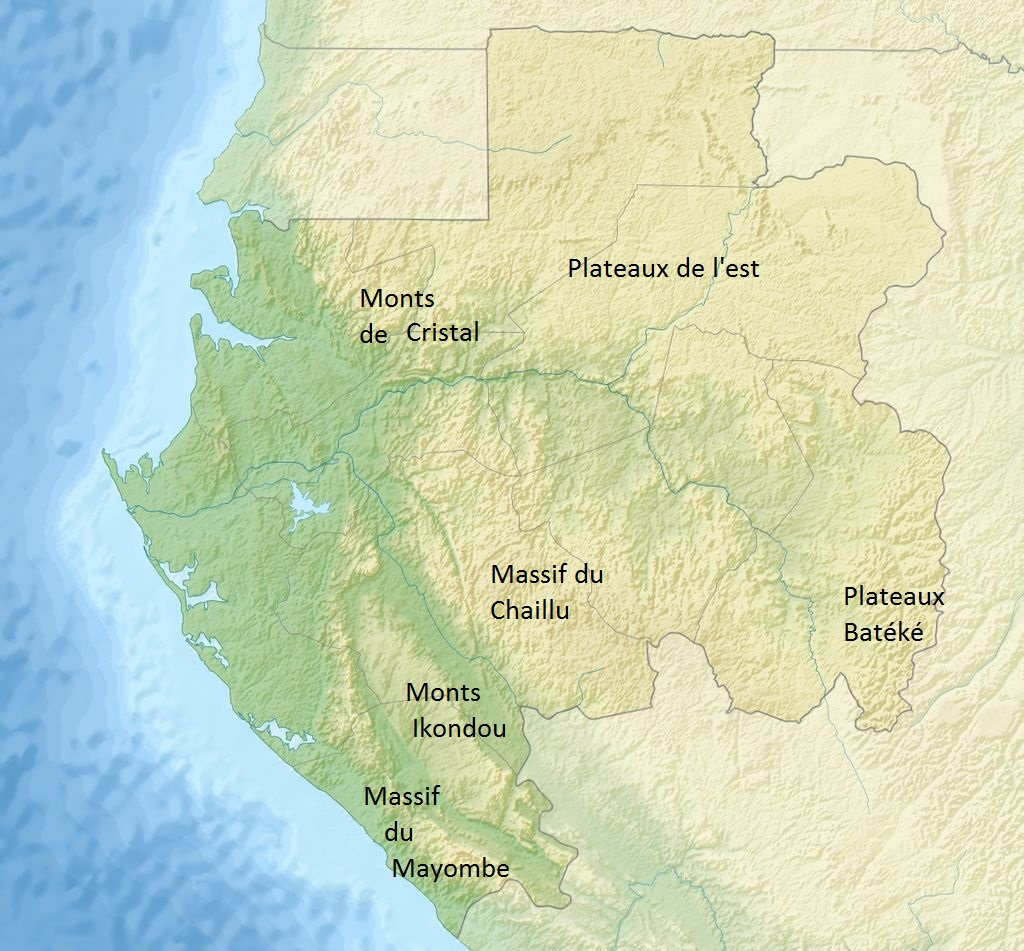
Emplacement des massifs du Gabon ; les plateaux Batéké se situent à l'Est du pays.

Les plateaux Batéké sont un ensemble de plateaux se situant à la frontière entre la république du Congo et le Gabon. Ils ont donné leur nom à deux départements :
- le département des Plateaux dans la province du Haut-Ogooué, au Gabon ;
- et celui du même nom, en république du Congo.

Ils couvrent environ 6 millions d'hectares et culminent entre 350 et 930 mètres et sont riches en manganèse. 
La zone abrite le parc national des plateaux Batéké.

## Étymologie
La zone doit son nom à la présence des Téké, une population bantoue qui réside à cet endroit et qui y avait établi son royaume. Le terme batéké désigne « le peuple des Téké », le préfixe ba étant le signe du pluriel.

## Géologie
Les plateaux Batéké sont une ancienne zone volcanique. Les sols sont composés de grès polymorphes, massivement sous forme sableuse, datant vraisemblablement de l'éocène. « La végétation est une mosaïque de savanes herbeuses et arbustives, entrecoupées des forêts galeries humides constituées d'essences diverses. » « Dominée par un gigantesque système de dunes de sable, la terre est couverte de vastes zones d'herbes et des parcelles de savane boisées séparées par des lignes fines de forêts de forêts denses et plusieurs vallées de rivières bleu turquoise », en effet, plusieurs rivières y coulent, le Kouilou-Niari, en république du Congo, l'Ogooué, la Mpassa, la Ndjoumou, la Lékabi et la Lékey, qui coulent au Gabon.

## Histoire
« La région des plateaux Batéké se confond avec celle du Royaume Téké dont ont fait mention les explorateurs européens dès le XVe siècle. Dès cette date, il est noté une forte activité métallurgique qui date de plus de deux mille ans et qui a duré jusqu'au début du XXe siècle. » « Le premier peuple […] arrivé alors sur les lieux (vers 2000-1000 av. J.-C. au plus tard), avec les débuts de la métallurgie du cuivre et du fer et avec une agriculture itinérante, a maintenu, par ses brûlis, une savane sur grès perméables que, sans lui, la forêt aurait refermée sur elle-même. »